# Muslim Magomayev
Pour l’article homonyme, voir Muslim Magomayev (compositeur).
Muslim Magometovitch Magomayev (azéri : Müslüm Məhəmməd oğlu Maqomayev; russe : Муслим Магометович Магомаев), né le 17 août 1942 à Bakou et mort le 25 octobre 2008 à Moscou, est un baryton et chanteur populaire azerbaïdjanais actif durant les années 1960 et 1970 en Union soviétique.

## Biographie
Muslim Magomayev appartient à l'une des dynasties artistiques les plus respectées d'Azerbaïdjan. Son grand-père Muslim Magomayev (1885-1937), ami du compositeur Üzeyir Hacıbəyov, appartenait à la première génération des compositeurs azéris d'origine Lezgi. Le père de Magomayev, Mohammad Magomayev, mort durant la Seconde Guerre mondiale, était un peintre talentueux, et sa mère Ayşət Maqomayeva était actrice.
En 1962, Magomayev apparaît pour la première fois à Moscou où il chante dans le cadre des Jours de la culture azerbaïdjanaise. Il chante deux œuvres dans un concert de gala sur la principale scène d'URSS, le palais des congrès du Kremlin et devient ainsi une célébrité. 
En 1964-1965, il est à l'essai à La Scala de Milan, mais refuse l'invitation qui lui est faite pour chanter au Bolchoï à son retour. À la place, il se tourne vers la musique populaire, devenant ainsi une idole pour plusieurs générations de mélomanes soviétiques.
Il joue à l'Olympia en 1969, et Bruno Coquatrix lui offre un contrat, mais le ministère de la culture soviétique refuse de le laisser partir, arguant du fait qu'il doit jouer dans les concerts du gouvernement.
Il était aussi compositeur de chansons et de musiques de film. Magomayev a également joué dans des films pour le cinéma et la télévision.
Il a également interprété dans les années 1960 la chanson « Я очень рад, ведь я наконец возвращаюсь домой » (Je suis très heureux d'être enfin rentré à la maison) qui a été popularisée par l'interprétation d'Édouard Khil et qui a fait l'objet du même air connu sous le nom de « Trololo ».

## Vie privée
Magomayev s'est marié quand il avait 19 ans, mais l'union n'a pas duré un an. La fille née de ce premier mariage, Marina, vit aux États-Unis. Il s'est finalement remarié, cette fois avec la chanteuse d'opéra Tamara Siniavskaïa. 
Plus tard dans la vie, Magomayev lutta contre une grave maladie cardiaque.

## Dernières années
Au début des années 2000, Magomayev met officiellement fin à sa carrière musicale et ne donne que quelques représentations avec sa femme. Il est décédé le 25 octobre 2008 dans son appartement à Moscou des suites d'une crise cardiaque. Il a été enterré dans l'allée d'honneur dans sa ville natale de Bakou, à côté de son grand-père, le 29 octobre. Le président azerbaïdjanais Ilham Aliyev, la veuve de Magomayev, Tamara Siniavskaïa, sa fille Marina, ainsi que des représentants de l'État et des délégations internationales ont assisté à la cérémonie funèbre. Des milliers de personnes sont venues rendre un dernier hommage au chanteur. Il est inhumé à l'Allée d'honneur de Bakou.

## Titres
- Artiste du peuple de l'URSS (1973)[7]
- Artiste du peuple de la RSS d’Azerbaïdjan (1964)
- Artiste honoré de la RSS d'Azerbaïdjan (1971)
- Artiste honoré de la RSSA tchétchène-ingouche

## Filmographie partielle
- 1982 : Nizami d'Eldar Kouliev

## Hommage
Un monument à Muslim Magomayev a été mis en place en 2022 dans le Parc maritime de Bakou.